# 姐告边境贸易区
姐告边境贸易区，简称姐告（意为“旧城”），是中华人民共和国的一个边境贸易区，位于云南省德宏傣族景颇族自治州瑞丽市，实行“境内关外”特殊管理模式，即以姐告大桥中心横线为海关关境线，联检机构设于大桥西侧，出口货物越过关境线即为出口须进行海关申报，进口货物在贸易区内则免于向海关申报。

## 历史
姐告原是团结村委会下属的一个自然村，也是中国在瑞丽江瑞丽段南岸唯一的村寨，旧时靠渡口与瑞丽相通。传说勐卯时代曾是都城，明末清初也是勐卯安抚司的驻地。1969年，国营瑞丽农场姐告直属一队进驻姐告。1988年7月14日，中共瑞丽县委成立姐告工作委员会，11月3日发文成立姐告办事处，与工委实行“一个机构两块牌子”，工委、办事处是瑞丽县委、县政府的派出机构，行政级别为副县级。1990年11月28日，姐勒乡姐告自然村、金坎自然村划归姐告办事处管辖。1991年1月，云南省人民政府批准成立姐告边贸经济区，对进口货物的162个品种实行减免税。1992年10月，长456.82米的姐告大桥竣工，横跨瑞丽江连接姐告与瑞丽。1992年12月，国务院批准设立瑞丽边境经济合作区，姐告边贸经济区成为合作区的一部分。同年，瑞丽农场姐告直属一队更名兴瑞公司，划归姐告管辖。
2000年7月，国务院批准设立德宏州姐告边境贸易区，实行“境内关外”特殊管理模式，姐告工管委改为德宏州委州政府的派出机构，级别升为正处级，工委书记、管委主任由副州长兼任。同年8月，因不便于封闭管理，江西岸的金坎自然村划归瑞丽边合区管辖，姐告自然村更名恒茂居委会。2003年12月，恒茂居委会与兴瑞公司合并，更名国门社区。2005年，建成四车道姐告新桥。
2013年10月10日，根据德宏州委《畹町经济开发区和姐告边境贸易区行政管理等体制调整方案》（俗称“瑞畹姐同城化”），姐告边贸区党工委、管委会改为瑞丽市委、市政府的派出机构，级别仍保持正县处级。

## 地理
姐告边贸区总面积2.4平方千米，陆地面积1.92平方千米，西与瑞丽市隔瑞丽江相望，东、南、北三面与缅甸木姐为邻，距木姐市中心500米，有国境线4.18千米，设界碑9座，是瑞丽口岸所在地，有出入境通道四处（国门、小国门、货场、滨江）。

## 行政区划
姐告边贸区下辖一个社区：国门社区，下设16个居民小组。